# 大月壮
大月 壮（おおつきそう、1977年 - ）は、日本の映像作家。神奈川県生まれ。独創的でユーモラス、アート性の強い映像を発表している。

## 経歴
東洋美術学校視覚伝達デザイン科デジタルグラフィック専攻卒業。修業時代は映像作家の菅原そうた、牧鉄兵と共にマンガ家タナカカツキの主催するカツキ塾に所属していた。現在は東洋美術学校で講師もしている。異業種クリエイターとの関わりが多く、現代美術やHIPHOPアーティストとの親交が深い。近年は本格的にHIPHOPシーンの中で活動している。
音楽PVでは2007年に発表されたAPOGEE「just a seekers song」で注目され、その発想の自由さ奇抜さと美しくもユーモラスな世界観が話題を呼び様々な媒体でBEST VIDEOとして紹介された。続編として2009年に制作されたAPOGEE「スプリング・ストレンジャー」でも同様の世界観が継続されている。
2009年にニコニコ動画で突如発表された「アホな走り集」は再生回数を延ばし総合ランキング1位を獲得。この作品は現在YouTubeで200万ヒットを越え海外でも絶賛され、2010年にはクラクフ国際映画祭（ポーランド）に招待された他、NHKのニュース番組「おはよう日本」で取りあげられるなど反響を呼んだ。またTOKYO CULTUART by BEAMSよりオリジナル映像集「バカ走りDVD」を発売。音楽はEVISBEATS、LIBRO、竹久圏が担当。

2011年には同作の「カンボジア編」を発表。フランスのTV局CANAL+のアート番組でも紹介された。

2012年に「アホな走り集/カンボジア編」が第15回文化庁メディア芸術祭エンターテイメント部門で入選。